# Jewgeni Wladimirowitsch Romasko
Jewgeni Wladimirowitsch Romasko (russisch Евгений Владимирович Ромасько; englische Transkription: Evgeny Vladimirovich Romasko; * 17. Januar 1982 in Kalinin) ist ein russischer Eishockey-Schiedsrichter. Nachdem er mehrere Jahre in der Kontinentalen Hockey-Liga aktiv gewesen war, wechselte er im Jahre 2014 nach Nordamerika und leitete im März 2015 als erster russischer Schiedsrichter ein Spiel der National Hockey League. Damit war er nach Marcus Vinnerborg erst der zweite europäische Schiedsrichter der NHL. Seit der Saison 2018/19 ist er wieder in der KHL aktiv.

## Karriere
Jewgeni Romasko spielte in seiner Jugend selbst aktiv Eishockey (Verteidigung), unter anderem für die Nachwuchsabteilungen des THK Twer aus seiner Heimatstadt. Allerdings entschloss er sich früh, seine aktive Karriere zu beenden und als Schiedsrichter aktiv zu sein; auch, weil er damit eher seinen Lebensunterhalt verdienen konnte. In der Folge stieg Romasko bis in die Kontinentale Hockey-Liga (KHL) auf und absolvierte dort bis zum Ende der Saison 2013/14 310 Spiele. Zudem war er Teil des Schiedsrichter-Teams bei der U18-Junioren-Weltmeisterschaft 2013 und leitete dort mit einem schwedischen Kollegen das Finale zwischen Kanada und den Vereinigten Staaten. Im folgenden Jahr nahm er auch an der U20-Weltmeisterschaft teil und pfiff dort ein Viertelfinale.
Stephen Walkom, Schiedsrichter-Obmann der National Hockey League (NHL), entdeckte Romasko im Sommer 2014 bei einem Trainingslager der Internationalen Eishockey-Föderation (IIHF) in der Schweiz und bezeichnete ihn als eines der besten Talente, das er seit langem gesehen habe. Besonders gelobt wird Romasko Eislauf-Fähigkeit, die er in seiner aktiven Karriere erworben hat. In der Folge unterzeichnete der Russe, von der KHL unterstützt, einen ersten Vertrag mit der NHL und leitete ab Oktober 2014 erste Spiele in der zweitklassigen American Hockey League (AHL). In der neuen Situation wurde er dabei von Igor Larionow, dem in den USA lebenden ehemaligen Eishockey-Star, und Paul Devorski, dem mit 56 Jahren und 1600 NHL-Einsätzen erfahrensten Offiziellen der Liga, unterstützt.
Nach 32 Spielen in der AHL gab Romasko am 9. März 2015 sein NHL-Debüt, wobei er gemeinsam mit Devorski die Begegnung zwischen den Detroit Red Wings und den Edmonton Oilers leitete. Er war damit der erste russische und nach Marcus Vinnerborg der zweite europäische Offizielle in der Geschichte der NHL. Pawel Dazjuk, Angreifer der Red Wings, gab ihm nach dem Spiel einen signierten Schläger. Bis zum Ende der Saison 2014/15 absolvierte Romasko weitere vier Spiele.
Nach vier Jahren, 66 NHL- sowie über 250 AHL-Spielen kehrte Romasko zur Saison 2018/19 in die KHL zurück.

## Persönliches
Romasko ist verheiratet und hat einen Sohn sowie eine Tochter. Seine Familie wohnt noch in seiner Heimat Twer, soll allerdings nach der Saison 2014/15 nach Nordamerika folgen.